# Cmentarz prawosławny w Rogawce
Cmentarz prawosławny w Rogawce – nekropolia przeznaczona dla osób wyznania prawosławnego, położona na wzgórzu w zachodniej części Rogawki.
Cmentarz prawosławny w Rogawce istniał już z pewnością około połowy XIX w., był czynny w latach 50. XIX w., gdy z inicjatywy Szymona Szuma (pochowanego następnie na tejże nekropolii) na jego terenie wzniesiono drewnianą cerkiew i dzwonnicę. Na jego terenie nie przetrwały jednak nagrobki o wartości zabytkowej, do rejestru zabytków wpisana jest jedynie wymieniona wyżej cerkiew. W sąsiedztwie cerkwi znajdują się trzy kapliczki wotywne zbudowane przez prawosławnych z Rogawki, Klukowa, Krupic i Cecel w podzięce za przetrwanie I wojny światowej przez nich samych, jak również przez rogawską cerkiew.
W zachodniej części cmentarza znajduje się średniowieczne cmentarzysko słowiańskie, na którym przetrwały groby w obstawie kamiennej.

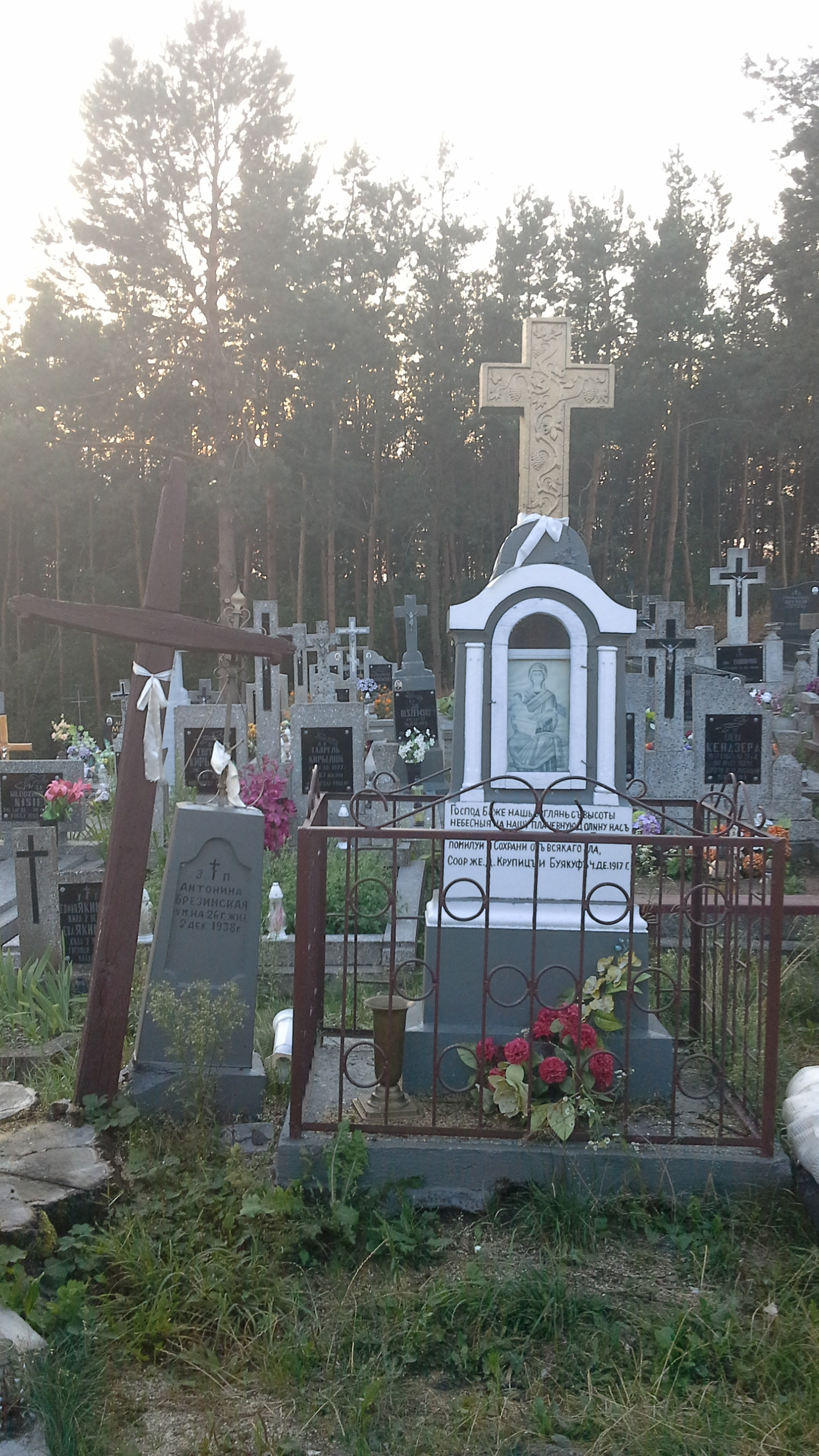
Jeden z krzyży wotywnych wystawionych przy cerkwi cmentarnej przez miejscową ludność prawosławną
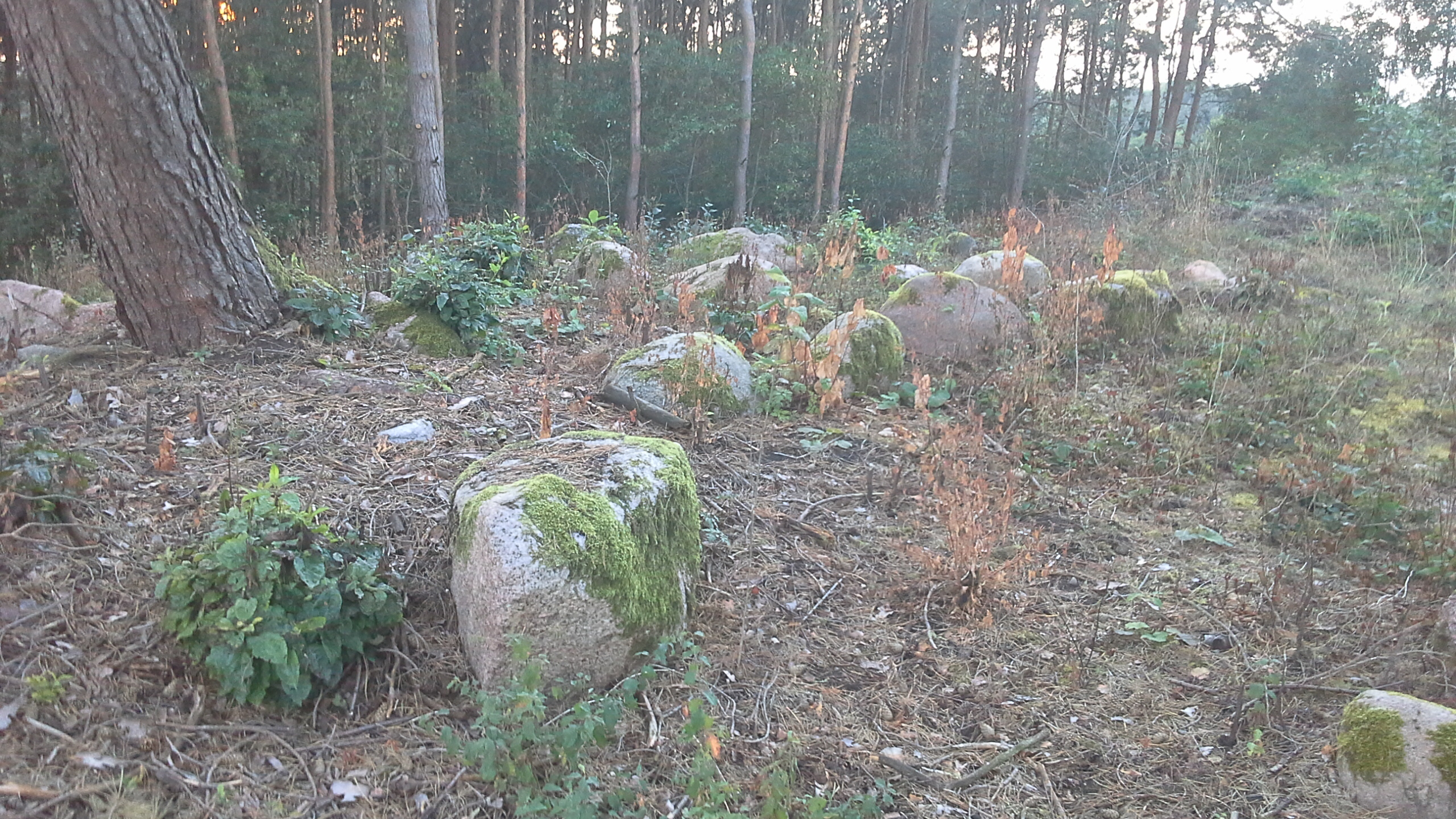
Cmentarzysko słowiańskie